# Watsonarctia triangularis
Watsonarctia triangularis är en fjärilsart som beskrevs av Bang-haas 1927. Watsonarctia triangularis ingår i släktet Watsonarctia och familjen björnspinnare. Inga underarter finns listade i Catalogue of Life.